# Бйорн Мелін
Бйорн Мелін (швед. Björn Melin; 4 липня 1981, м. Єнчопінг, Швеція) — шведський хокеїст, правий нападник. Виступає за АІК (Стокгольм) в Елітсерії.
Вихованець хокейної школи ХК «Дален». Виступав за ГВ-71 (Єнчопінг), ХК «Мальме», «Анагайм Дакс», «Портленд Пайретс» (АХЛ), «Нафтохімік» (Нижньокамськ), ХК «Фрібур-Готтерон», «Динамо» (Рига), «Лукко» (Раума).
В чемпіонатах НХЛ — 3 матчі (1+0).
У складі національної збірної Швеції учасник чемпіонату світу 2006 (6 матчів, 0+2). У складі молодіжної збірної Швеції учасник чемпіонатів світу 2000 і 2001. У складі юніорської збірної Швеції учасник чемпіонату світу 1999.
Досягнення
- Чемпіон світу (2006)
- Чемпіон Швеції (2004, 2008, 2010), срібний призер (2009).